# باندا لمكافحة الفيروسات
باندا لمكافحة الفيروسات - (بالانجليزية: Panda Antivirus) هو برنامج مكافحة الفيروسات عن طريق الباندا الأمن (Panda Security) ; توفر الحماية بشكل مجاني أو عن طريق نسخة مدفوعة. يقوم البرنامج بفحص الملفات على خادم بعيد دون استخدام قوة المعالجة من جهاز المستخدم المعتمد على السحابة. وتعتمد هذه التقنية السحابية على الذكاء الجمعي للباندا. يمكن تشغيله باستمرار وتوفير الحماية ضد الفيروسات والمواقع الخبيثة.

## المزايا
قادر على كشف الفيروسات واحصنة طروادة والديدان وبرامج التجسس والقرصنة وادوات القرصنة وغيرها من المخاطر الأمنية.
تعتمد على الذكاء الجمعي والسحابة للحصول على المعلومات وغالبًا تستخدم الاتصال بالانترنت للوصل إلى احدث المعلومات.
تستخدم ذاكرة التخزين المؤقت المحلية من التهديدات الأكثر شيوعًا.

## الاصدارات
تتوفر نسخة باندا لمكافحة الفيروسات في 4 باقات مدفوعة وهي الاساسية والمتقدمة والكاملة والمتميزة  بالاضافة لنسخة مجانية محدودة الامكانيات.